# Oettingen
Oettingen in Bayern és una ciutat alemanya de l'estat federal Baviera, en el districte Donau-Ries de la regió administrativa de Suàbia.

## Geografia
Oettingen està situat a la vora del Wörnitz, un afluent del Danubi i a l'extrem nord d'un gran cràter Nördlinger Ries causat per l'impacte d'un meteorit. El municipi ocupa una extensió de 34'21 km² a una alçada de L'entorn natural fa que sigui un lloc triat per les cigonyes per a la seva criança. Documents històrics acrediten que ha estat així des de fa molt de temps, almenys des de l'època del comte Lluís (s.XVI), amic d'aquestes aus.
Una llegenda narra que quan el comte, després de la Guerra d'Esmalcalda, va haver de sortir de la ciutat, fins i tot les cigonyes van marxar i ja no tornarien com era habitual, un esdeveniment que va tenir gran proporció sobre els habitants de la ciutat. Tan sols quan el comte va tornar l'any 1563 després d'un llarg temps, també les cigonyes van trobar el seu camí de retorn i s'han mantingut fins als nostres dies.
El Wörnitz forma una illa que està habitada per cérvols.
- El Nördlinger Ries vist des d'un satel·lit
- El riu Wörnitz
- Cigonya

## Història

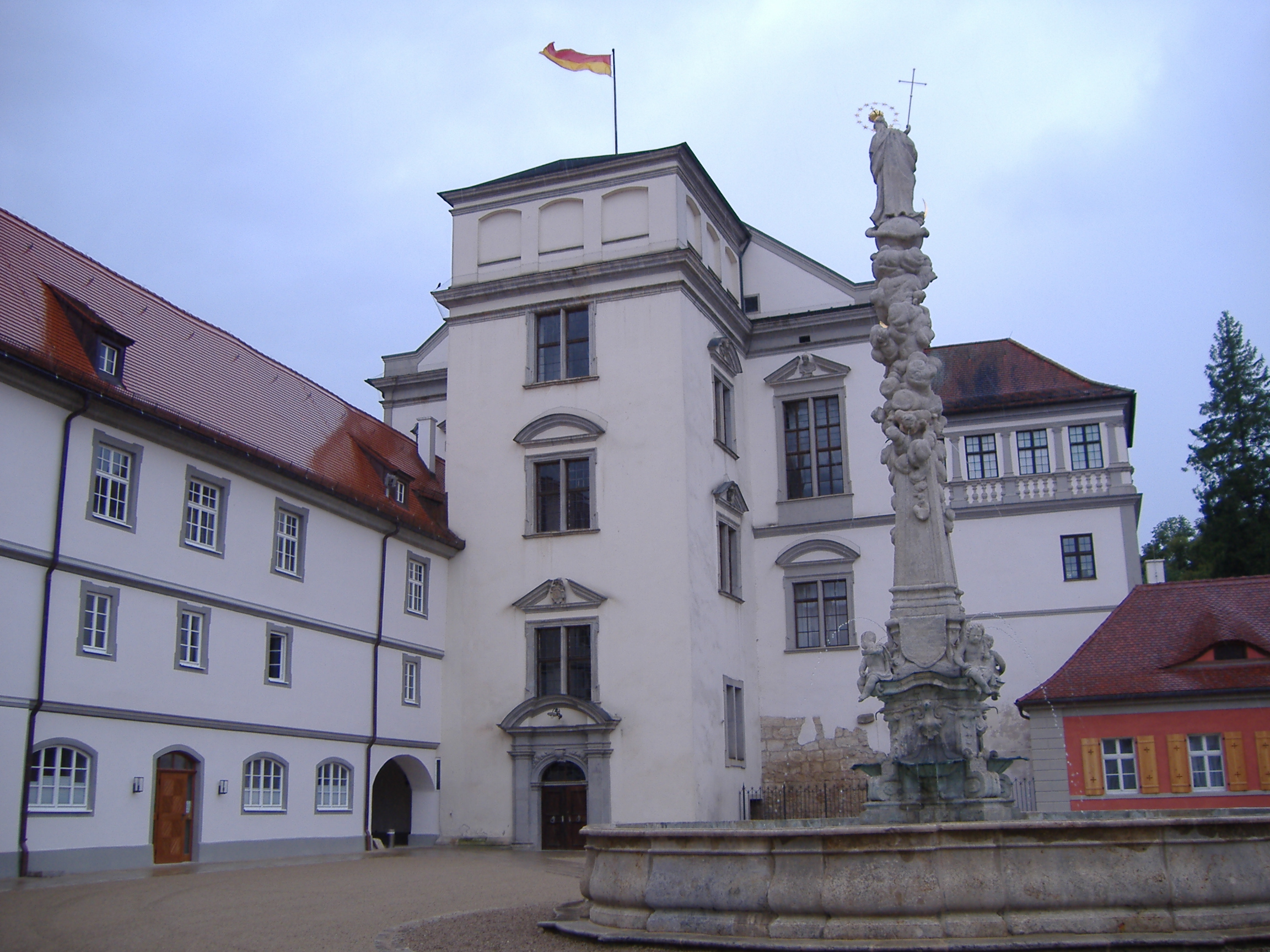
Residència dels comtes d'Oettingen

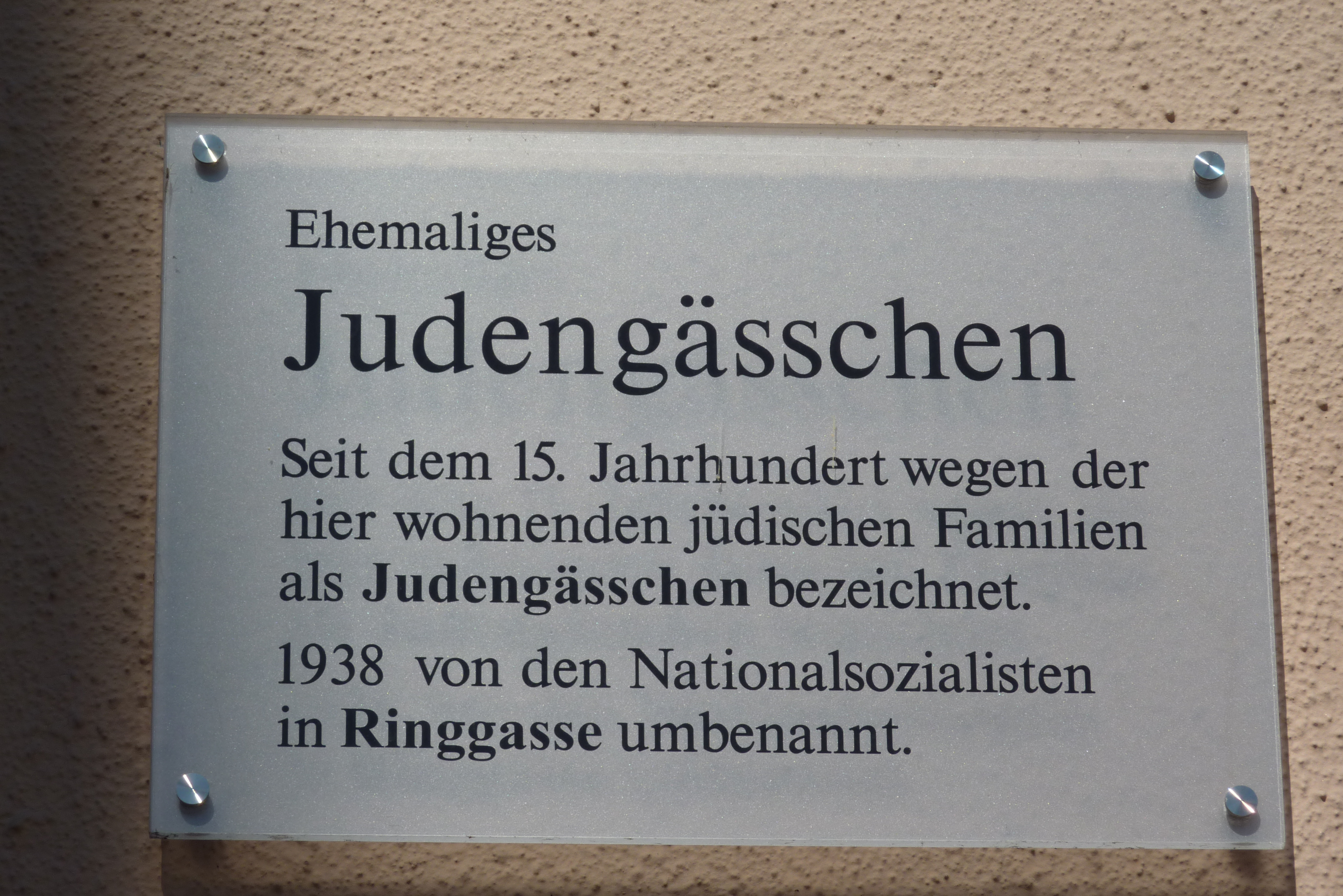
Panell informatiu a l'antic barri jueu

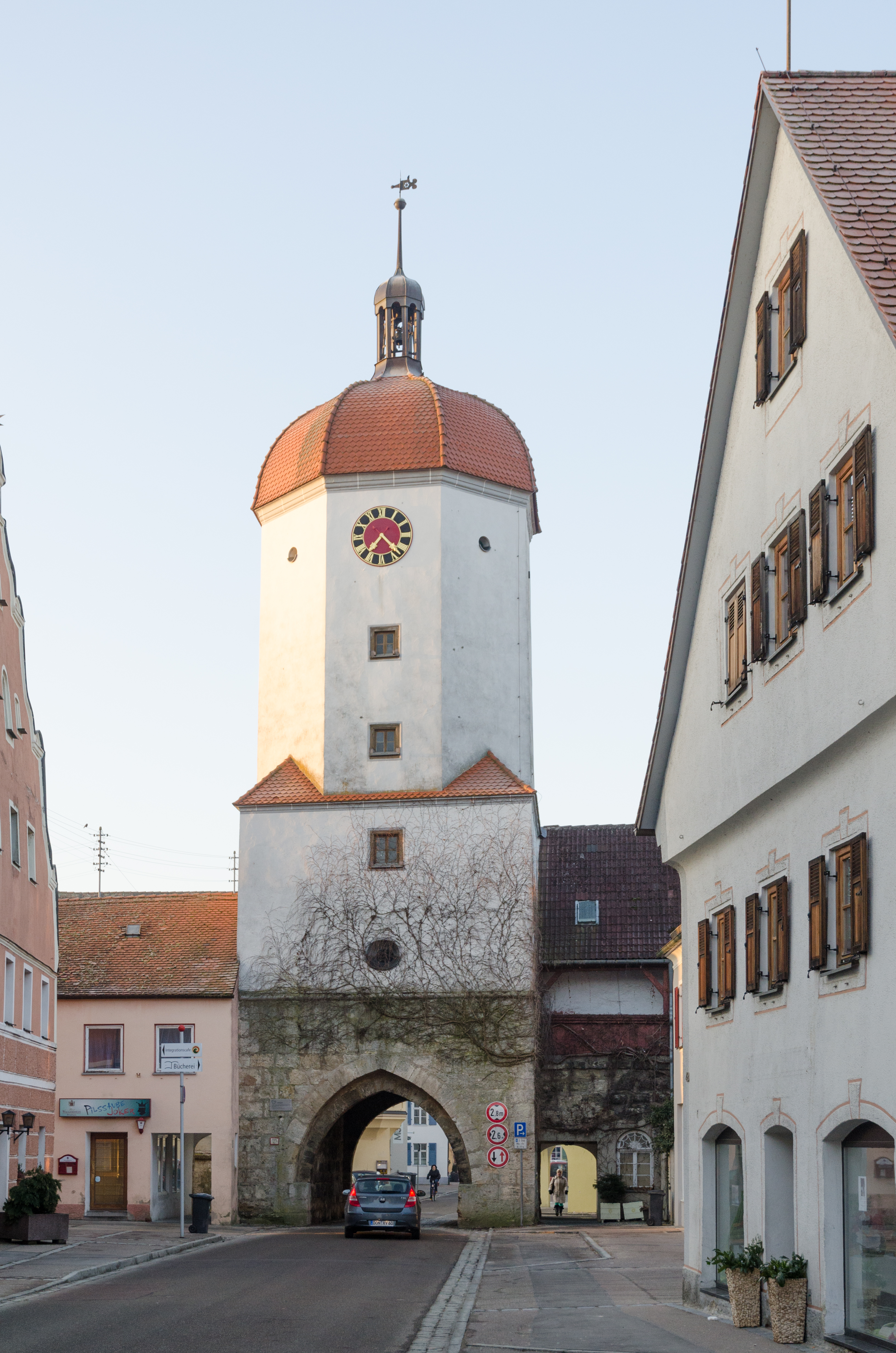
La Königsturm

Algunes troballes del Neolític indiquen que aquesta zona va estar poblada des d'aproximadament l'any 5000 aC. A més s'han trobat restes arqueològiques de l'edat del bronze i d'un antic assentament romà.
Entre 1147–1806 Oettingen va ser un dels estats del Sacre Imperi Romano-Germànic, per això l'escut de la ciutat porta la creu de sant Andreu.

La ciutat va ser durant diversos segles la llar dels comtes d'Oettingen que, entre 1522 i 1731, va estar presidida per dos llinatges comtals de la mateixa família, els Oettingen-Oettingen i els Oettingen-Wallerstein, els quals s'havien repartit el seu govern dividint el territori per la meitat, quedant la carretera pel mig.
 Pels documents que es conserven d'aquell temps, s'ha observat que a Oettingen es feien servir a la vegada el Calendari Gregorià i el Calendari Julià.
En acabar la Guerra dels Trents Anys, aquest va ser un lloc d'immigració de protestants procedents d'Àustria.
Des de 1853 hi havia dues sinagogues a la ciutat. La del carrer Schäfflergasse va ser incendiada el 1938 la Nit dels vidres trencats. Uns 66 jueus havien emigrat el 1933, però la resta van ser deportats i assassinats entre 1941-42. El 23 de febrer del 1945, els Aliats van deixar caure 500 bombes sobre la ciutat. 199 habitants van perdre la vida.
L'1 de gener del 1972, les comunitats anteriorment independents Erlbach i Niederhofen es van incorporar al municipi d'Oettingen. L'1 de juliol del 1973 va ser agregada la comunitat d'Heuberg. Lehmingen va seguir l'1 de juliol del 1976. Es va completar la sèrie d'incorporacions l'1 de maig del 1978 amb la inclusió de Nittingen.

### Comunitats veïnes

El mapa mostra les comunitats veïnes

## Administració

### Organització territorial de la ciutat
El municipi es divideix en cinc barriades, cadascuna d'elles té el seu propi blasó doncs anteriorment eren independents:

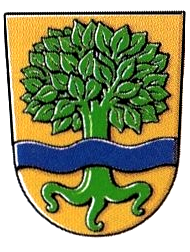
Erlbach
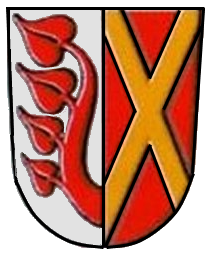
Heuberg
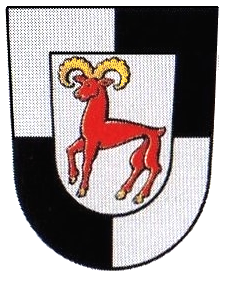
Lehmingen
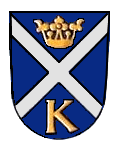
Niederhofen
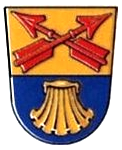
Nittingen
Oettingen

## Economia

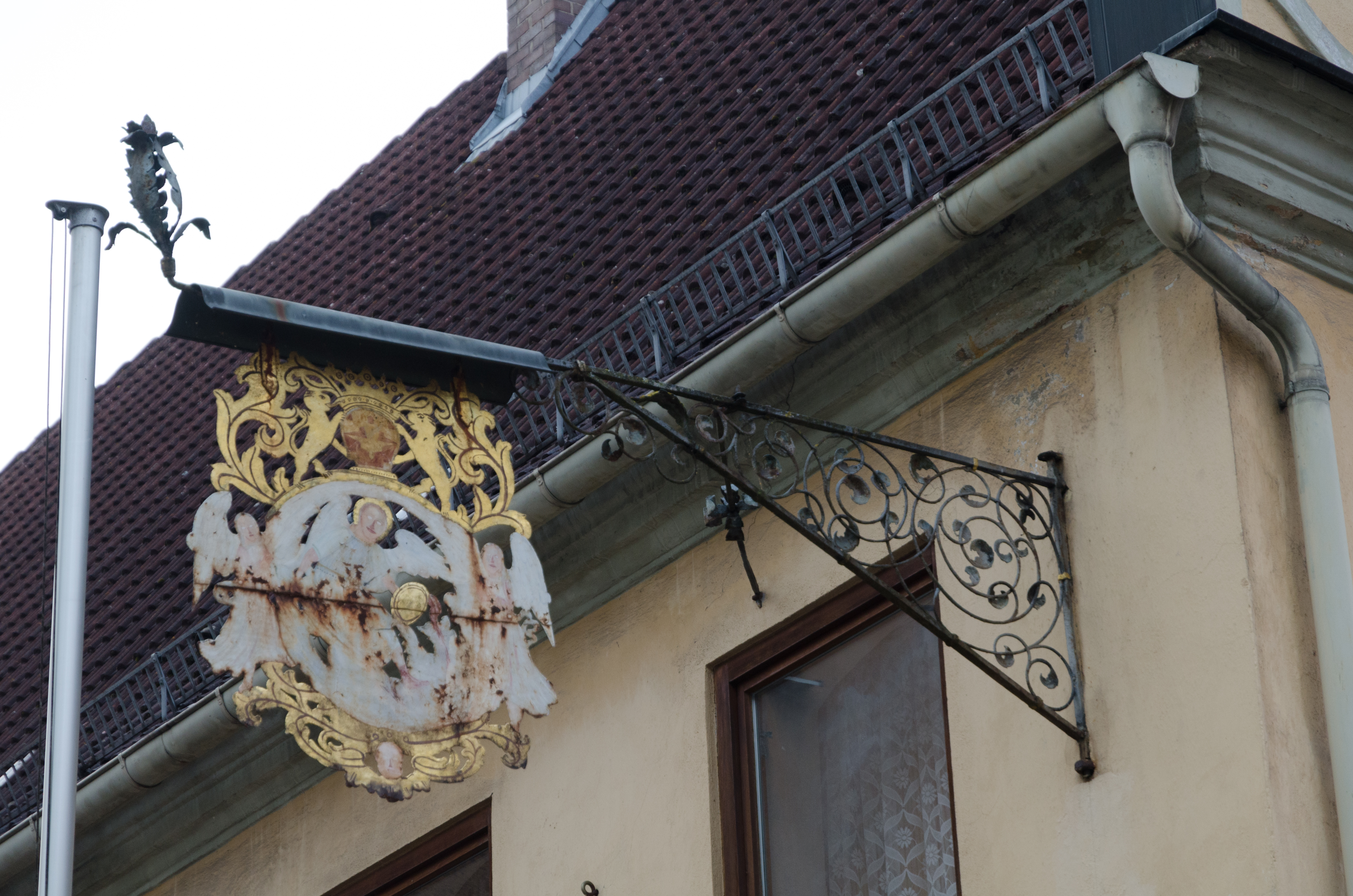
L'artesania del metall, una de les fonts econòmiques de la ciutat

La ciutat basa la seva economia en nombroses botigues d'artesania de la fusta i el processament de metalls. El famós constructor d'òrgans Steinmeyer era d'aquí, que va fer l'òrgan de la ciutat d'Akureyri a Islàndia i el de la Catedral de Passau. També és el lloc on es produeix una de les marques de cervesa més famoses a Alemanya.

## Llocs d'interès cultural

### Edificis històrics

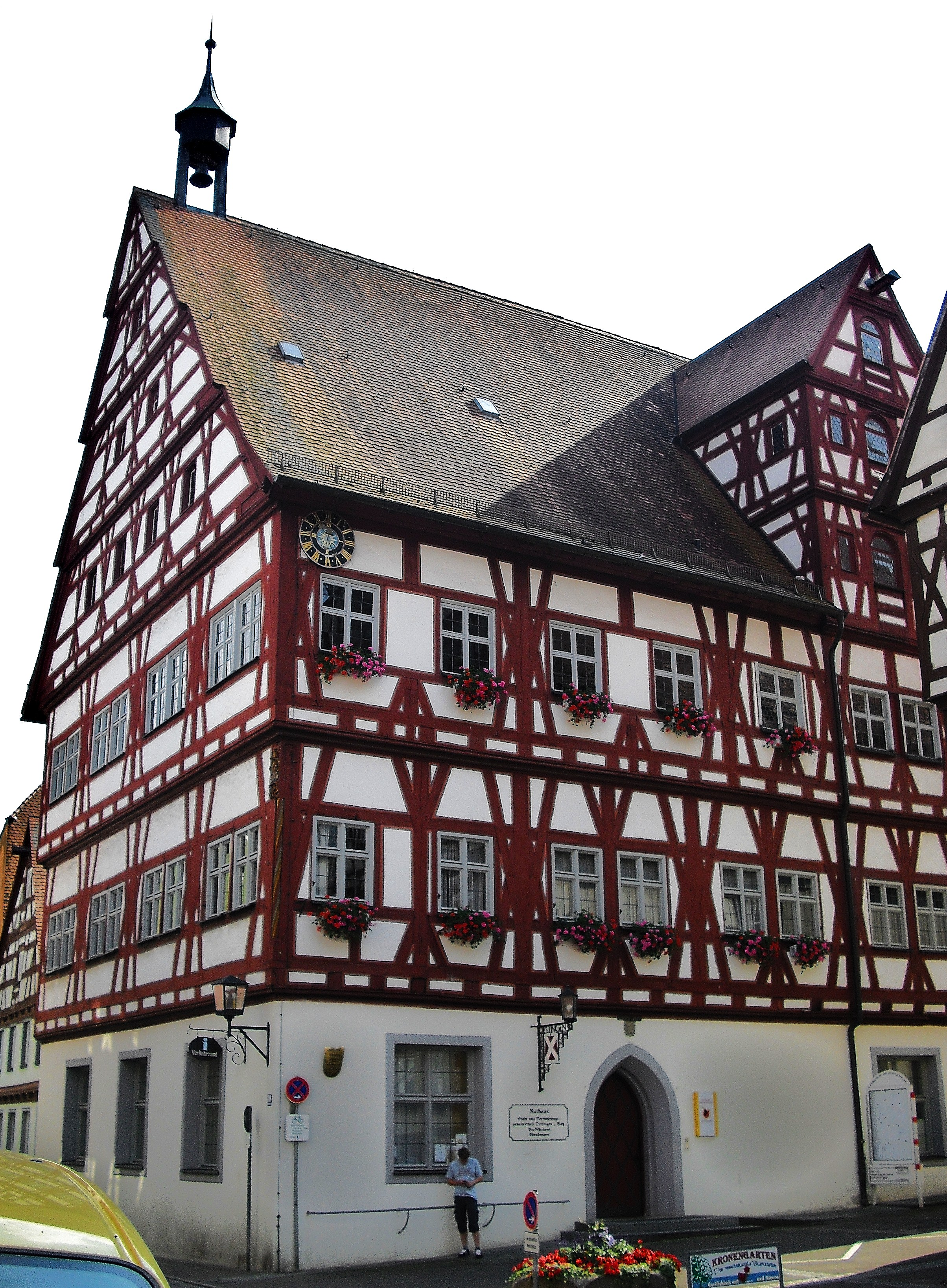
Ajuntament

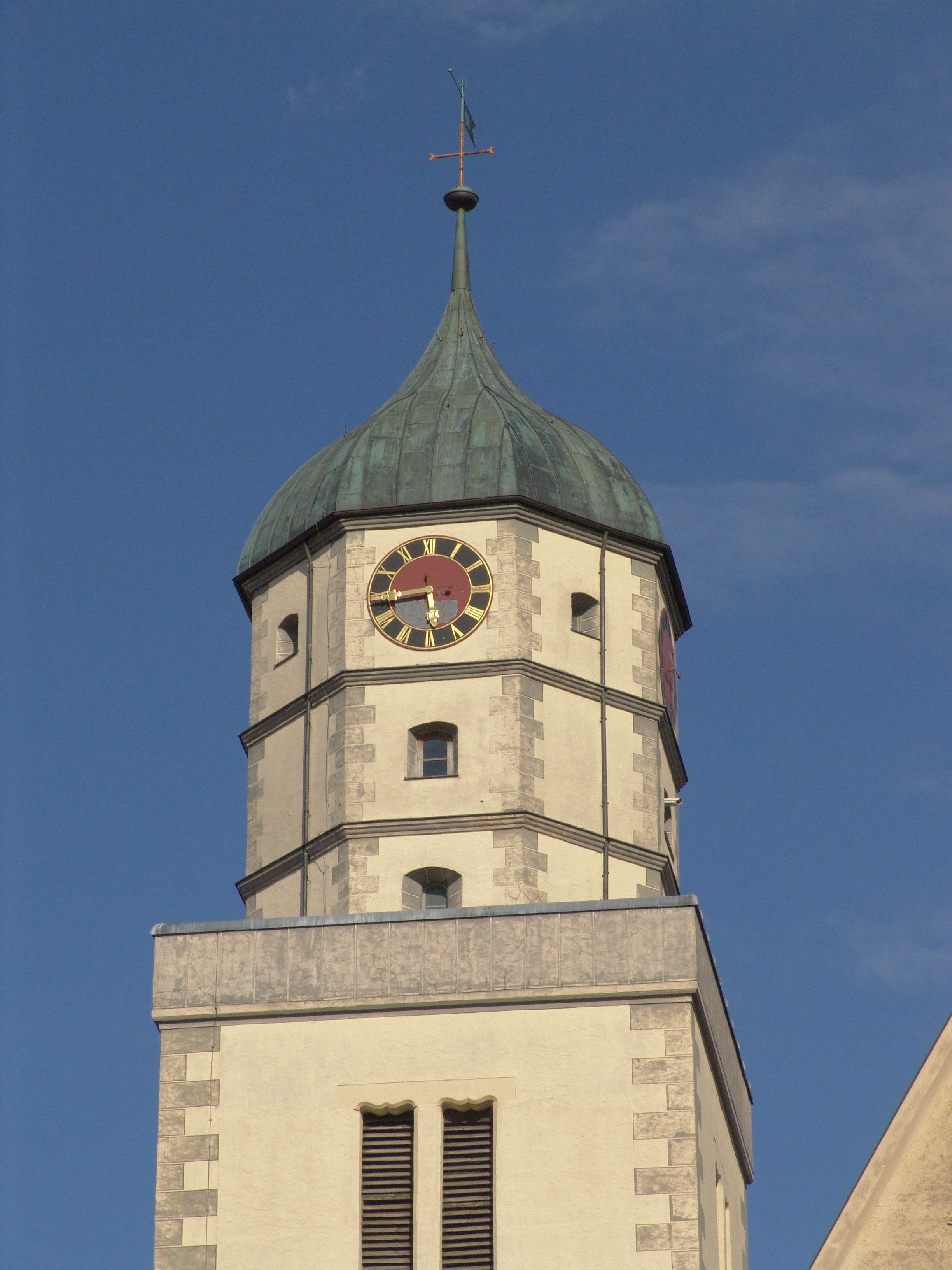
Torre octogonal de l'església de sant Jacob

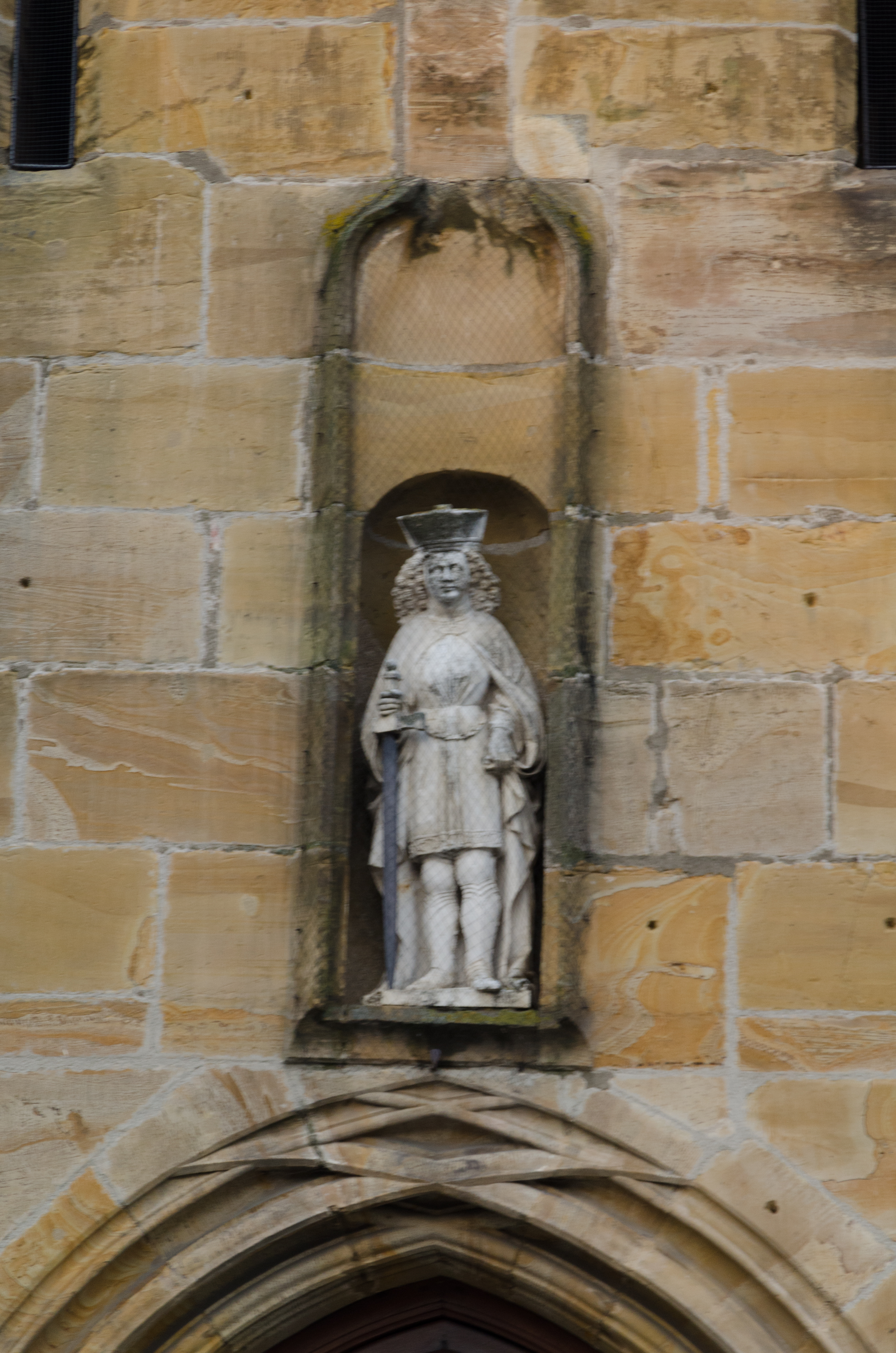
Decoració exterior de sant Sebastià

La Königsturm o Torre del rei:Es tracta d'una porta de l'antiga muralla del segle xiii, l'única fortificació de la ciutat que s'ha conservat. Entre 1594 i 1596 va ser reconstruïda. Es poden visitar les cel·les del seu interior que van fer de presó.
L'edifici de l'antic Ajuntament (Rathaus): És un dels edificis més fins d'entramat de fusta de Suàbia. El sòl de pedra va ser construït el 1431, tal com diu la inscripció en pedra sobre la porta d'entrada. Els pisos superiors i les impressionants bigues del sostre són originals del 1480. Des de la restauració general (1986-1993) està connectat estructuralment a la Fachwerkhaus, un edifici d'entramat de fusta que data del segle xvii.
Mercat: El mercat és el centre de la ciutat Oettingen. Cada divendres del mes de juliol se celebra un mercat a l'aire lliure. És de destacar el disseny arquitectònic: Al costat est hi ha un frontó barroc i el costat oest destaca l'entramat de fusta a dues aigües.
L'Altes Gymnasium és un edifici educatiu construït el 1724 per ordre del comte Albert Ernest II, obra de l'arquitecte Johann Christian Lüttich. Estava destinat a la formació de pastors luterans.
L'església parroquial protestant de Sant Jacob és d'estil neogòtic típic del segle xix en la seva façana. Encara que l'interior revela el seu origen gòtic al cor, però es va embellir amb una decoració barroca sota el govern d'Albrecht Ernst I. Té una torre octogonal que data del 1565 i que va estar habitada fins als anys 30 del segle xx. Al voltant de l'església hi havia un cementiri que es va traslladar i del qual se'n conserven les làpides a l'interior de l'església. Aquest edifici marcava antigament un dels punts de la ruta de pelegrinatge cap a Santiago de Compostel·la.
Església parroquial catòlica de Sant Sebastià: aquesta església es va construir a partir d'un miracle succeït el 20 de gener del 1467 en aquest punt. El comte Ulrich havia construït una capella, que aviat es va expandir esdevenint una església. A la cripta es guarda una relíquia de Sant Sebastià, que és el sant patró invocat pels malalts de la pesta. La relíquia va ser duta en processó des de Wemdinger l'any 1647, fet que es commemora cada 20 anys. Entre el 1959-1963 es va refer la decoració interior, que es trobava en mal estat.
La Gruftkirche era una antiga capella del 1270 que els comtes d'Oettingen van convertir en cripta per als seus difunts. A dreta i esquerra del portal d'entrada hi ha dues figures representant els esperits de la mort, obra de l'escultor Ignaz Ingerl. La torre, probablement del segle xv, té a la banda nord els escuts d'armes dels Oettingen, els Seckendorf i els Sonnenberg.
El Gruftgarten era l'emplaçament del desaparegut castell medieval dels comtes. Cap a l'any 750 va passar Bonifaci de Fulda demanant diners per a fundar el monestir de Fulda.
La Capella de Sant Leonhard: Es troba en el lloc on una vegada va haver-hi un pont de pedra que creuava el Wörnitz. L'estàtua de Sant Nepomuk, construïda el 1500 al costat de la capella estava anteriorment decorant el pont vell. A l'interior hi ha pintures de l'estil propi de l'escola de Dürer.
Capella de Santa Anna: Va ser antigament un cementiri de leprosos i avui dia és l'església evangèlica.

### Museus
Oettingen té tres museus: 
- Heimat museum Oettingen: Amb informació sobre el municipi.
- Staatliches Museum für Völkerkunde, Zweigstelle Oettingen: Sobre la família comtal Oettingen.
- Brauerei-Museum Fürnheim: Sobre la fabricació de cervesa.

### Altres edificis històrics

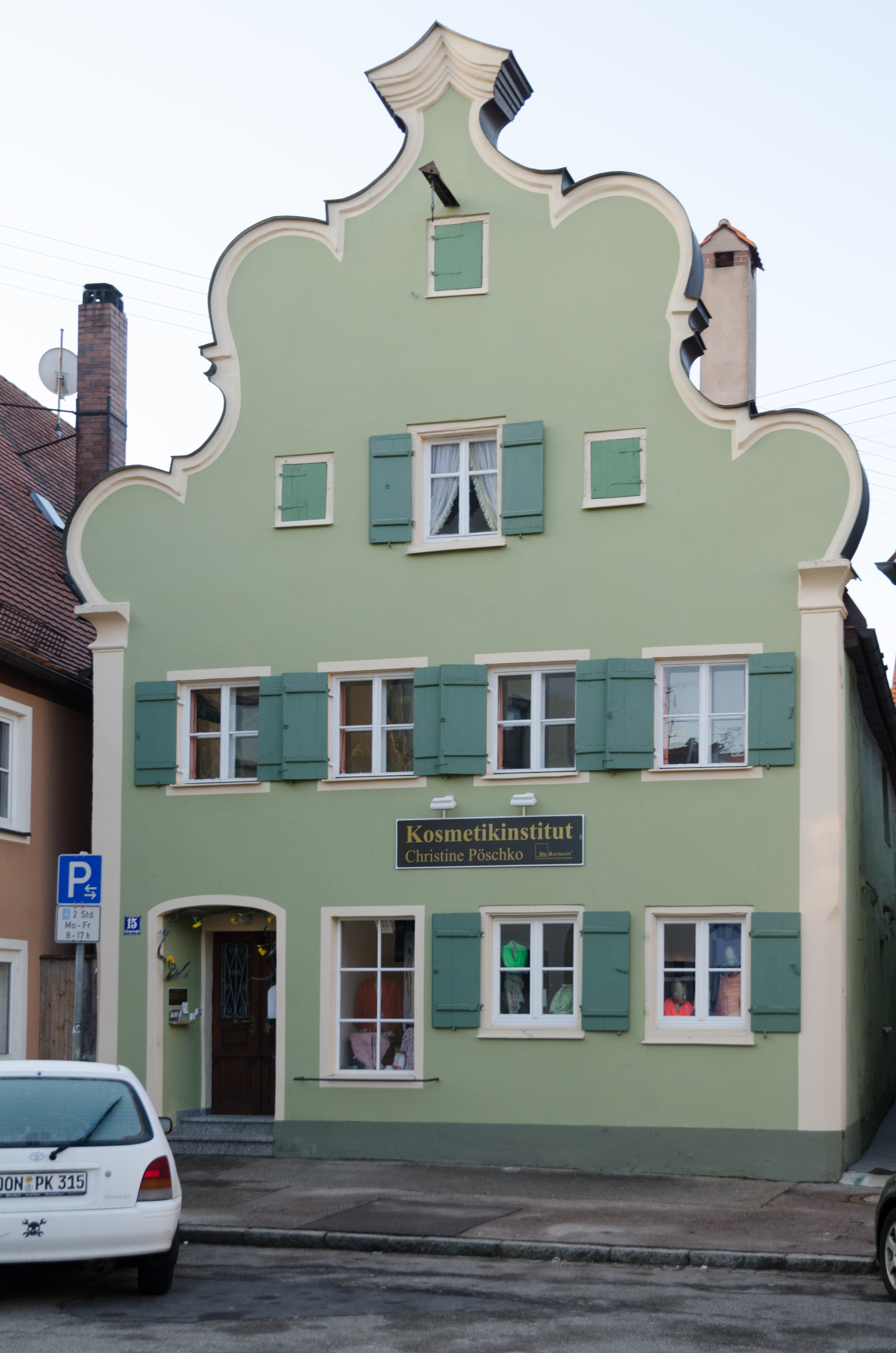
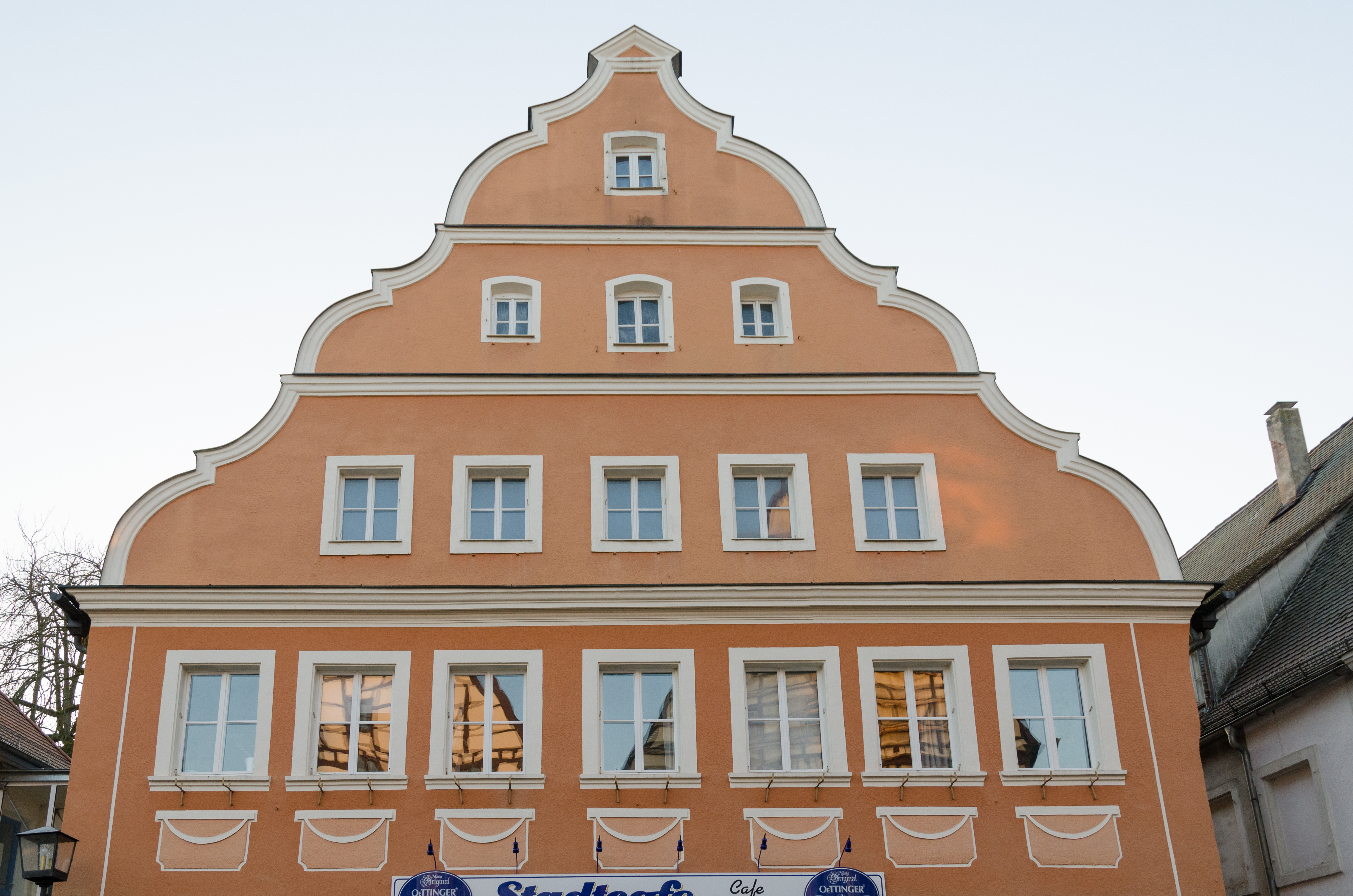
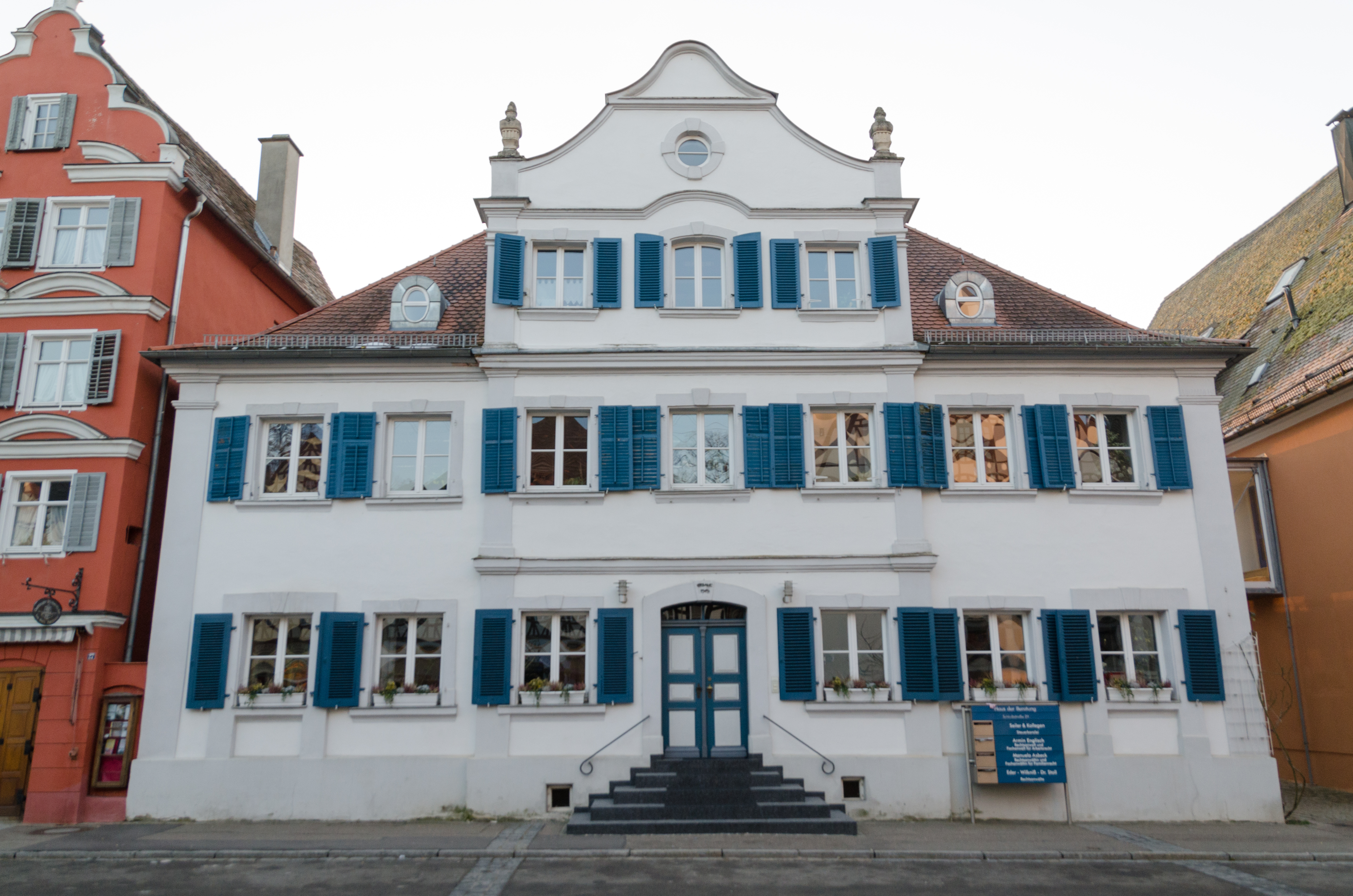
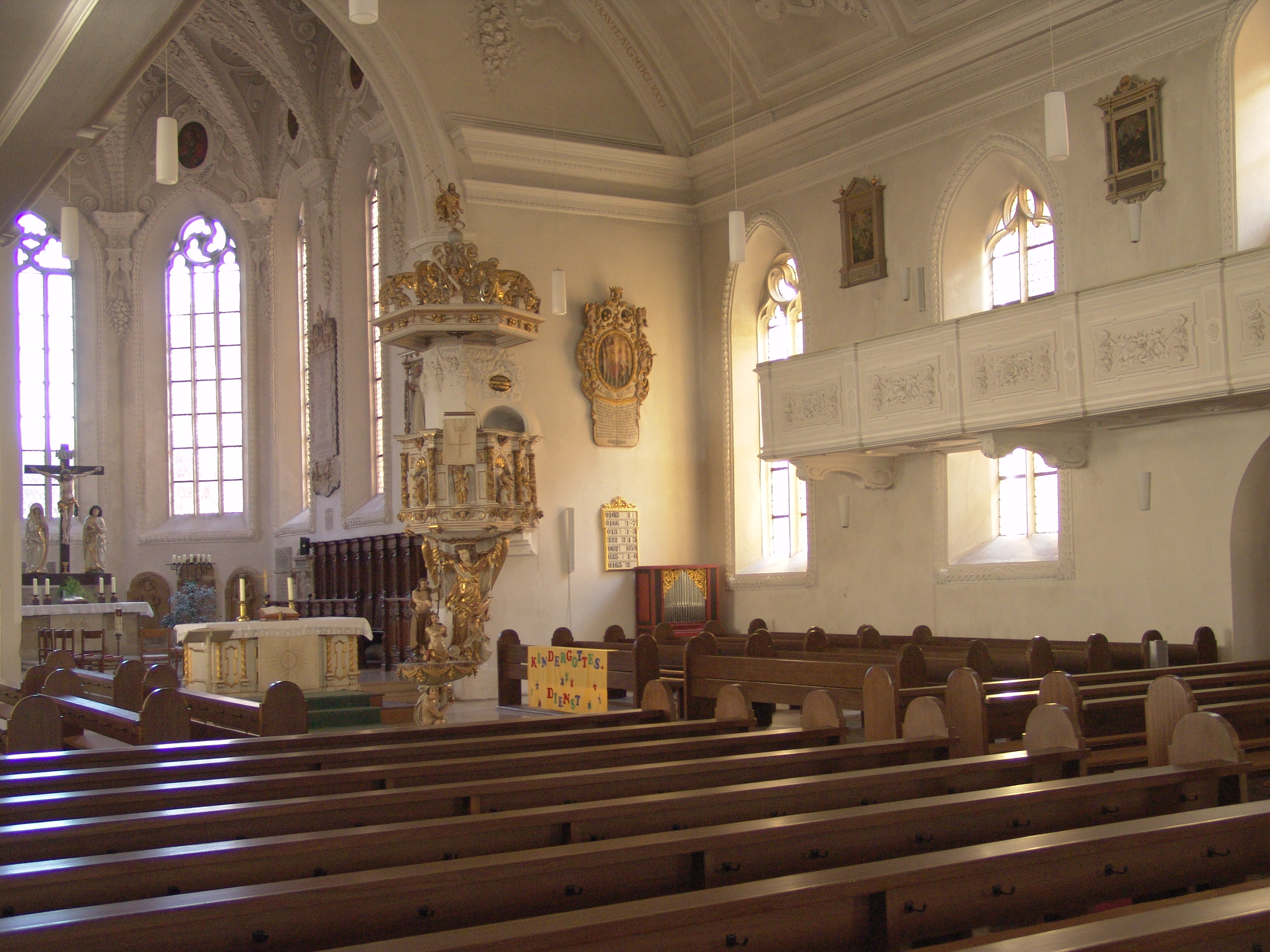

## Fills il·lustres
- Johann Georg Conradi, (1645-1699), compositor, director d'orquestra i mestre de capella.
- Franz Xaver Hammer (1741-1817), violista, violoncel·lista i compositor.